# Pavlo Hrabovskyï
Pavlo Arsenovytch Hrabovskyï (en ukrainien : Павло Арсенович Грабовський ; en russe : Павел Арсеньевич Грабо́вский ; né le 30 août 1864 (11 septembre dans le calendrier grégorien) à Pouchkarne (uk), oblast de Kharkiv et mort le 12 décembre 1902 à Tobolsk, Sibérie) est un poète, journaliste et révolutionnaire ukrainien.

## Biographie
Alors séminariste à Kharkiv, il est en 1882 expulsé du séminaire, arrêté et envoyé à Pushkarne pour son implication dans le mouvement populiste Чорний переділ (Partage noir).
Sous surveillance policière, il y essaie en vain de trouver un emploi. La surveillance levée, il peut cependant revenir à Kharkiv où il trouve un poste de correcteur pour un journal local.
En novembre 1885 il fait son service militaire. Mais, continuant à œuvrer pour le mouvement populiste, il est arrêté  en 1886 à Orenbourg, et emprisonné une deuxième fois à Kharkiv. Au début de 1888, la condamnation tombe : cinq ans d'exil en Sibérie. Envoyé à Irkoutsk, il y est emprisonné en 1889. Relâché en 1893, il est exilé à Viliouïsk, puis Yakutsk (1897-1899), et enfin Tobolsk (1899-1902), où il meurt de maladie pulmonaire.

## Œuvre
En tant que poète il rejette l'art pour l'art et continuateur de Chevtchenko il se fait le champion d'un art engagé, écrivant principalement des vers politiques et patriotiques.
Il traduit par ailleurs en ukrainien les œuvres de poètes russes (traduction du premier chapitre d'Eugène Onéguine de Pouchkine), européens (traduction du Faust de Goethe), ou encore américains.

## Publications
- Пролісок (Perce-neige) (1894), Lviv
- З півночі (Du nord) (1896), Lviv
- Доля (Destin) (1897), Lviv.
- Кобза (1898), Tchernihiv